# Seisensui Ogiwara
Pour les articles homonymes, voir Ogiwara.
Seisensui Ogiwara (荻原 井泉水, 16 juin 1884 - 11 mai 1976) est le nom de plume d'Ogiwara Tōkichi, poète japonais de haiku des ères Taishō et Shōwa.

## Jeunesse
Fils cadet d'un commerçant, Seisensui naît dans ce qui est à présent le quartier Hamamatsuchō de l'arrondissement de Minato à Tokyo. Ses deux frères meurent en bas âge. Élève du lycée de Seisoku, Ogiwara en est exclu après la publication d'un journal étudiant critiquant les méthodes d'éducation et l'administration de l'école. Après être entré au lycée d'Azabu, il arrête de boire et de fumer, s'engage sérieusement dans ses études et réussit son admission à l'université impériale de Tokyo. Encore étudiant en linguistique, il commence à écrire des haiku.

## Carrière littéraire
Seisensui Ogiwara est cofondateur de la revue littéraire d'avant-garde Sōun (« Couches de nuages ») en 1911, avec son ami poète haiku Hekigotō Kawahigashi. Ogiwawa est un fervent partisan de l'abandon des traditions haiku, en particulier les «  mots de saison » tant appréciés par Kyoshi Takahama, et même les normes de 5-7-5 syllabes. Dans son Haiku teisho (1917), il rompt avec Hekigoto et choque le monde haiku en préconisant en outre que les haïku soient transformés en vers libre. Parmi ses élèves se trouvent Hōsai Ozaki et Taneda Santōka. Son rôle dans la défense du format haiku en vers libre a été comparé à celui de Masaoka Shiki pour les vers traditionnels, à la différence qu'Ogiwara jouissait d'une bonne santé et d'une fortune considérable. Il est également en mesure d'utiliser les nouveaux médias pour la promotion de son style, y compris des conférences et des critiques littéraires à la radio nationale.
Seisensui laisse plus de 200 pièces dont des recueils de haiku, des essais, et des carnets de voyages. Ses principales anthologies sont Wakiizuru mono (1920) et Choryu (1964). Il écrit également un certain nombre de commentaires sur l’œuvre de Matsuo Bashō.
En 1965, il devient membre de l'Académie japonaise des arts.

## Vie privée
La femme et la fille de Seisensui périssent lors du séisme de 1923 de Kantō et sa mère meurt la même année. Il demeure brièvement à Kyoto et vit un certain temps dans une chapelle du temple bouddhiste de Tōfuku-ji. À cette époque il parcourt le Japon. Il se remarie en 1929 et déménage à Kamakura dans la préfecture de Kanagawa. Il s'installe à Azabu à Tokyo jusqu'à ce que sa maison soit détruite durant la Seconde Guerre mondiale. Il retourne à Kamakura en 1944, où il réside jusqu'à sa mort.

## Source de la traduction
- (en) Cet article est partiellement ou en totalité issu de l’article de Wikipédia en anglais intitulé « Ogiwara Seisensui » (voir la liste des auteurs).